# Sergio Massa
Sergio Tomás Massa (San Martín, 28 aprile 1972) è un politico e avvocato argentino.

## Biografia
Massa è nato a San Martín, nell'area metropolitana bonaerense, nel 1972, da una coppia di emigrati italiani. Il padre Alfonso Massa, è nato nel comune siciliano di Niscemi, la madre, Luciana Cherti, è invece triestina.
Dopo aver completato i suoi studi di base, si iscrisse all'Università di Belgrano per studiare legge; si laureerà nel 2013. In qualità di assistente di Alejandro Keck, consigliere comunale del partido di General San Martín, si è affiliato all'UCeDé conservatrice nel 1989. Sei anni dopo si affiliò al Partito Giustizialista dopo la svolta conservatrice del presidente uscente Carlos Menem lavorando dall'anno successivo nell'ufficio del sottosegretario al ministero dell'Interno. Massa fu eletto deputato della provincia di Buenos Aires nel 1999. Poco dopo la crisi che portò alle dimissioni Fernando de la Rúa nel dicembre 2001, Massa fu nominato dal neo-presidente Eduardo Duhalde, che lo aveva conosciuto grazie al leader sindacale dei ristoratori Luis Barrionuevo, direttore dell'ANSeS (l'amministrazione della sicurezza sociale argentina), incarico che ricoprì sino al 2007.
Nominato capo del Gabinetto dei Ministri della Nazione Argentina (2008-2009) dalla presidente Cristina Fernández de Kirchner, Massa fu poi intendente del partido di Tigre (2007-2008; 2009-2013). Dopo le elezioni legislative del 2013, nelle quali fu eletto deputato nazionale per Provincia di Buenos Aires, ha lasciato il Partito Giustizialista per fondare il Fronte Rinnovatore. Nel 2015 si è candidato alle elezioni presidenziali contrapponendosi così a suoi vecchi alleati peronisti. Alle votazioni si classificò terzo con il 21,39%.
Nelle elezioni presidenziali del 2019 Massa e il Fronte Rinnovatore si sono riallineati con i peronisti entrando nella coalizione elettorale del Fronte di Tutti. Massa fu rieletto alla Camera nel 2019 dopo aver mancato due anni prima l'elezione a senatore. Dal 10 dicembre 2019 è presidente della Camera dei deputati della Nazione Argentina.
A fine luglio 2022, in seguito alla gravissima crisi economica che ha colpito l'Argentina, Massa è stato nominato dal presidente Alberto Fernández ministro dell'Economia, della Produzione e dell'Agricoltura. Questo nuovo superdicastero, così come è stato rinominato da parte della stampa argentina, è stato appositamente istituito con l'obbiettivo di dare una svolta alla politica economica del governo, dimostratosi incapace di contrastare l'inflazione galoppante e di realizzare le riforme necessarie. Massa, nel ruolo di ministro dell'Economia, ha rimpiazzato Silvina Batakis, nominata soltanto ventiquattro giorni prima in seguito alle dimissioni di Martín Guzmán.
Il 23 aprile 2023, a fronte della svalutazione e della crisi di liquidità delle finanze pubbliche, Massa ha annunciato che l'Argentina avrebbe pagato le importazioni cinesi in yuan.
Il 23 giugno 2023 è stato proclamato candidato alla presidenza per la coalizione peronista Unione per la Patria, sorta sulle ceneri del Fronte di Tutti. Massa ha ricevuto l'appoggio del Presidente uscente Fernández, della Vicepresidente Cristina Kirchner e di altri settori maggioritari del peronismo. Il 13 agosto 2023 ha vinto le elezioni primarie per la candidatura della coalizione contro il leader sociale Juan Grabois del Fronte Patria Grande.
Nel corso della campagna elettorale Massa ha annunciato una serie di misure volte volte a rilanciare l'economia nazionale e ad attenuare gli effetti della svalutazione del peso sui ceti medi, sulle imprese e sui lavoratori autonomi. In particolare è stata tolta l'imposta sul reddito (ganancias) alla maggioranza assoluta dei salariati e i pensionati. Gli unici ad essere esclusi, pari allo 0,9% del totale, sono quei lavoratori e quei pensionati che percepiscono un reddito superiore di 15 volte il salario minimo. Queste misure, che pure hanno ricevuto in parlamento il voto dell'estrema destra ultra-liberista, sono state giudicate da gran parte dell'opposizione come mere speculazioni elettorali e non sostenibili per le già disastrate casse pubbliche argentine.
Alle elezioni generali dell'ottobre 2023 ha ottenuto il 36,6% dei voti contro il 29,9% di Javier Milei. I due andranno al ballottaggio nel novembre successivo.

## Vita privata
Nel 2001, Sergio Massa sposò Malena Galmarini, che aveva incontrato su sollecitazione dei suoceri, Fernando Galmarini e Marcela Durrieu (entrambi dirigenti peronisti). Dopo il matrimonio, Massa si trasferì a Tigre, con l'intenzione di diventare intendente.
Oltre a ricoprire tale incarico, è stato dirigente del Club Atlético Tigre, club situato nella provincia di Buenos Aires, a Victoria.